# Manuel Rubey
Manuel Rubey (* 29. března 1979 Vídeň) je rakouský herec a zpěvák.

## Kariéra a Život
Vystudoval čtyři semestry filozofie a politologie, ale od malička chtěl být profesionálním fotbalistou nebo někým slavným. Poté absolvoval hereckou Kraussovu školu ve Vídni a zahrál si v několika kriminálkách (Místo činu) a krátkých filmech.
Do povědomí se vryl jako zpěvák a frontman rakouské rockové skupiny Mondscheiner (2000), která dosáhla několika ocenění. Podílel se na textech i hudbě a doprovázel skupinu i na kytaru. Koncem roku 2009 se skupina rozpadla.
V roce 2008 způsobil velkou pozornost medií díky ztvárnění rakouské hvězdy Falca v biografickém snímku Falco – Verdammt, wir leben noch! Kvůli filmu se poté nechal ostříhat dohola, protože „trpěl ztrátou vlastní identity“. Film byl hodně zkritizován, ale i pochválen. Díky této roli se mu otevřelo mnoho možností. (Pozn. Falca rád neměl, ale díky jeho roli mu přirostl k srdci. Poprvé Falca slyšel s bratrem jako malý u babičky, a to píseň Amadeus, kterou vysílali v televizi.)
V témže roce si zahrál po boku rakouského herce Karla Merkatze ve filmu Echte Wiener – Die Sackbauer-Saga. V prosinci roku 2010 do kin zavítal i druhý díl této klasické vídeňské komedie.
Dále působí v několika rakouských divadlech a hraje různé divadelní hry např. Král Lear – role Edgar; Cesta za svobodou – role Georg Wergenthin; Rekviem pro Piccoletta – role Piccoletto; Iphigenie – role Achill aj.
Žije s architektkou Stefanii Nolz a s ní má dvě dcery Ronju a Luisii. Má dva bratry a jeden z nich, Benedikt Rubey, je režisér, se kterým natáčel videoklipy pro Mondscheiner.
V roce 2011 se chce zaměřit na filmy, respektive komedie. Začátkem tohoto roku natáčel v České republice historický seriál Borgia, kde působí i čeští herci.

## Filmografie
- Brand – eine Totengeschichte [2010]
- Aufschneider [2010] – role doktor Winkler
- Wien man leben soll [2010] – role Mono
- Echte Wiener II [2010] – role Rene Sackbauer
- Stralsund "Ich hasse Glück" [2010] – role Boris Gerg
- Peace Beyond [2010]
- Sympathie for the devil Jud Süss [2009] – role Zarah Leander
- Tag und Nacht [2009] – role Klaus
- SOKO Donau "Bruderliebe" [2009]
- Life is life [2009]
- FALCO, verdammt wir leben noch [2008] – role Falco
- Blutsfreunschaft [2008] – role Snoopy
- Echte Wiener 1 [2008] – role Rene Sackbauer
- Tatort [2008]
- Schnell ermittelt "Iris Litani" [2008]
- Tatort [2006]

## Diskografie
- 2008: Falco – Verdammt, wir leben noch! (Soundtrack)

Mondscheiner
- La belle captive (2004)
- Diese Stadt (2006)
- Diese Stadt / renoviert (2007)
- Songs & Daughters (2009)

## Ocenění
- 2008: Undine Award za roli Falca
- 2007: Amadeus Music Awards – Mondscheiner nováčci roku